# 朝霞市役所
朝霞市役所（あさかしやくしょ）は、埼玉県朝霞市の執行機関としての事務を行う施設である。

## 概要
市民会館と統合し、基地跡地に移転する計画がある。

## 沿革
- 1972年（昭和47年） - 本館、議事堂が竣工。
- 1992年（平成4年） - 別館が竣工。
- 2015年（平成27年）11月 - 耐震工事を開始。旧耐震基準で建てられた本館が免震、議事堂が耐震構造となる。
- 2017年（平成29年）9月 - 耐震工事が完了予定。

## 組織
- 1階 - 総合案内、総合窓口課、出納室、福祉相談課、障害福祉課、障害者虐待防止センター、長寿はつらつ課、保険年金課[1]
- 2階 - 収納課、課税課、保育課、こども未来課、議場、議会事務局
- 3階 - 財産管理課、デジタル推進課、財政課、人権庶務課、契約検査課、政策企画課、シティ・プロモーション課、職員課、秘書課
- 4階 - 生涯学習・スポーツ課、教育管理課、教育指導課、教育総務課、生活援護課、選挙管理委員会事務局、市政情報課、市政情報コーナー、監査委員会事務局・公平委員会、地域づくり支援課、危機管理室
- 5階 - まちづくり推進課、みどり公園課、道路整備課、環境推進課、産業振興課、農業委員会事務局、開発建築課

## アクセス
- 東武東上線朝霞駅南口下車徒歩5分